# Trostianets (oblast de Vinnytsia)
Trostianets (ukrainien : Тростянець) est une commune urbaine de l'oblast de Vinnytsia, en Ukraine. Elle compte 6 844 habitants en 2025.
Le village est l'entrée du parc national de Karmelioukove Podillia.